# 愛しさと心の壁
「愛しさと心の壁」（いとしさとこころのかべ）は、サンボマスターが2006年8月2日にリリースした8枚目のシングル。

## 概要
3枚目のアルバム『僕と君の全てをロックンロールと呼べ』よりリカット。キャリア初のDVD付シングル。

## 収録曲
全曲　作詞・作曲：山口隆
1. 愛しさと心の壁
松竹系映画『花田少年史 幽霊と秘密のトンネル』主題歌
2. 世界はそれを愛と呼ぶんだぜ（ライブ・バージョン）

DVD
1. 愛しさと心の壁（ライブ・バージョン）
2. 2006年6月18日のソウル